# Ногалес
 Тази статия е за града в Мексико.  За съседния град в САЩ вижте Ногалес (Аризона).  
Ногалес (на испански: Nogales) е град в северния щат Сонора, Мексико. Ногалес е с население от 212 533 жители (по данни от 2010 г.). Ногалес се намира на границата между САЩ и Мексико и граничи на север с американския град Ногалес в щата Аризона. В Ногалес се намира Международно летище Ногалес. Получава статут на град на 1 януари 1920 г.